# تنانين خريف الشفق
تنانين من خريف الشفق هي رواية خيالية كتبها كلا من مارجريت وايز وترايسي هيكمان عام 1984م، استندا بكتابتها إلى لعبة سجون وتنانين. كانت هذه أول رواية من روايات تنانين الرماح «دراجونلانس» ولاولى من ثلاثية الروايات التاريخية الخيالية الثلاثية ليجندز، الذين يعتبروا جميعا اصل روايات عالم دراجونلانس. ظهرت السجلات الثلاثية من روايات دراجونلانس لان المصممون أرادوا روايات تحكي قصة عالم هذه اللعبة التي صمموها، شيء قد وافقت عليه شركة ال (تي آس أر) لكنها قد وافقت عليه بتردد تفصل تنانين من خريف الشفق التلاقي في رواية الرفقاء ومعركة الرماح وتحاكي هذه الرواية نموذجان من لعبة دراجونلانس وهما تنين الاختفاء وتنين اللهب لكن مع نهاية مختلفة. تعرف هذه الرواية كثير من الشخصيات التي هي محط الاهتمام لروايات أخرى وقصص قصيرة.
العنوان تنانين من خريف الشفق يتبع نظاما مع الروايات الأخرى في هذه السلسلة منها: تنانين من ليل الشتاء وتنانين من ربيع الفجر، لان جميعهم يبدأوون بكلمة «تنانين» يتبعها اسم من أسماء الفصول؛ خريف وشتاء الربيع وايضا يليها فترات من الزمن؛ الشفق والليل والفجر
مارجريت ويز ضمنت تلميحات لأنشودة الميلاد للكاتب تشارليز دكينز وهي إحدى قصصها المفضلة والمراجع تضيف، و «لكن كان هناك شيء به مقلق سر سكون استقلاله الذاتي انعزاله كالصدفة ومصير هذه البشرية هو شأني» هذا المقطع قد حول من معنى جيد إلى معنى مؤلم.
الاوضاع:
هذه الروايات تأخذ مكانا في عالم الخيال يسمى (كرين) صمم خصيصا للعبة هذه الرواية. في مرة من الزمن آمن العالم بالآلهة الحقيقية؛ آلهة فريدة من نوعها في هذه الرواية الملحمية دراجونلانس أو (تنانين الرماح) ان جاء أوانٌ بأن يؤمن العالم بأن الآلهة قد تخلت عن العالم ومن يعيش فيه. بعد ان بدأ العالم بنسيان تخلي الآلهة الحقيقة عنهم كان هناك مجموعة نبتت تسعى لإستبدال الآلهة الحقيقية وهذه المجموعة تدعى ال سيكرز أو السعاة. التركيز الاساسي في هذه الرواية هو على قارة انسالون والشخصيات تانيس الذي هو نصف جني ستورم برايتبلايد كارامون ماجيري رايستلن ماجيري فلينت فايرفورج تاسلهوف برفوت جولدمون وريفرويند.

## الحبكة
```
بدأ الكتاب بعودة مجموعة من الاصدقاء تتكون من تانيس وستورم كارامون رايستلن فلينت وتاسلهوف الذين تفرقوا ليسعوا لتحقيق مهامهم الخاصة وتعهداتهم ليرجعوا بعد خمس أعوام. كاتيارا اوتا ماتار وهي الاخت الغير شقيقة للتوأم كارامون ورايستلن وكان من المفترض ان تكون معهما لكنها ارسلت رسالة غامضة.
```

عشية لقائهم اكتشف الرفقاء ان القرية التي كانوا سيلتقون فيها كانت قد سيطر عليها امر ديني من الـ (سيكرز). ومجموعة السيكرز اتحدوا مع التنين المسمى هايلوردز وهم يستعدون للغزو الذي سيحصل في قارة انسالون. سرعان ما اكتشف الرفقاء ان السيكرز أو السعاة يبحثون عن عصاة البلورة الزرقاء، تلاقى الرفقاء مع جولدمون في نفس الحانة وحيث عالجت جولدمون احدا من السيكرز وعندما علم الهايلوردزعن وجود العصاة ذات البلورة الزرقاء حاصر الرفقاء بقواه واجبروا الرفقاء على الهروب من القرية.
في اليوم التالي هوجمت مجموعة الرفقاء من ال دراكونيانس وهي مخلوقات زاحفة ويعتبرون الجنود المشاة لجيش الهايلوردز. دُفع الرفقاء إلى داخل الغابة حيث هاجم الأحياء والأموات ودفعوا الرفقاء داخل الغابة وقد انقذوا على يد القنطور «هو شخصية خيالية يكون شكلها نصف جسدها انسان والنصف الأخر اخر حصان». بعد ذلك أصبح الرفقاء مسؤولون عن استرداد اقراص ميشاكال في المدينة المدمرة المسمية باكساك تساروث هذه الاقراص تحتوي على تعاليم عن الآلهة الحقيقية والتي ستكون مفيدة لإستعادة الايمان بالآلهة الحقيقية.
بعد رحلة طويلة على ظهر البيجاسي «هي مخلوقات خيالية بالاصل هي احصنة لكنها تمتلك اجنحة» ومع عدد من المواجهات مع قوى الظلام دخل الرفقاء اكساك تساروث والتقوا ببعض من اقزام الوادي هذه الاقزام مخلوقات ضالة وليست بذكية أحد هذه الاقزام تدعى بوبوتقود الرفقاء إلى التنين كيسارث الذي قتل بسبب القوة العظيمة التي تحملها العصاة ذات البلورة الزرقاء بينما كان هذا يحصل؛ استهلكت قوى جولدمونو عاتربرت انها ماتت لكن بعد فترة من الزمان يجدوها مستلقية لتستريح عند قدم تمثال التنين ميشاكال (آلهة الشفاء) التي هي الآن تتحمل قوى العصاة ذات البلورة الزرقاء وتنعمت جولدمون بقوى دينية حقيقية. رحل الرفقاء آخذيم معهم اقراص ميشاكال واعطت بوبو كتابا اثريا للتعاويذ السحرية ل رايستلن (يعود بالاصل إلى ارشمج فيستاندا تيليس وهو ساحر يرتدي عباءة سوداء كان مشهورا بقوة سحره).عندما عادوا إلى القرية ليجتمعوا مرة أخرى وجدوها محتلة وسجن الرفقاء من قبل جيش الهايلوردو قيدوا في عربة للعبيد مع عفريت اسمه جيلثاناس ابن قائد قوم الجان المسمى كوالينيستي قام أخو جيثاناس بإطلاق سراح الرفقاء واسمه بورثيوس ثم هربوا إلى كوالينيستي ليلتقي تاينس بحبيبته من الصغر ساحرة الجمال اميرة الجان لورانا كانان التي بقيت تحب تاينس وتريد الزواج به أيضا لكن تاينس يفطر قلبها عندما يخبرها بأنه على علاقة حب مع كيتيارا.
قام ملك الجان سولوستاران بإقناع الرفقاء ليقودوا هجوما على العربات الأخرى ليحرروا العبيد من تحت سيطرة التنين المحلي هايلورد اثناء رحلة الرفقاءخلال ممرات سرية تحت الأرض دبروا خطة إلى باكس ثاركاس ليحرروا العبيد. بيأس تتبع لورانا الرفقاء لكي تستعيد تاينس لكن عندما علمت المجموعة بلحاقها بهم قام تاينس بتهزيئهابغضب ووصفها بأنها تتصرف كالطفلة المدللة لكنها عزمتعلى ان تظهر له انها عكس ذلك.
عند تسلل الرفقاء إلى باكس ثاراكاس قامت جولدمون بشفاء ايليستن هو أحد السيكرز كان قد قارب على الموت وقد جعلته يؤمن بوجود الإله الحقيقي ويصبح أول من يؤمنمن البلاداين تعطي جولد مون اقراص ميشاكال له قاموا الرفقاءبمساعدة العبيد بالهروب وبرهنت لورانا بأنها قوية عندما حاربت بكل شجاعتها في المعركة يصل التنين هايلورد مع تنينه الاحمر ايمبر لينهوا التمرد، لكن التنين الاحمر المجنون يقوم بقتل ايمبر، بينما يقوم الرفقاء بإيقاف فيرميناردز هناك شخصية غامضة تظهر لتشارك باحتفال العبيد لتحريرهم، لكنه عندما احس انه عُلم بوجوده قام بالهروب.
```
وفقا لـترايسي هيكما «استعادة الحقيقة والإيمان... إلى حد كبير، هو الموضوع الأول في هذا الكتاب من هذه السلسلة»
```

## الشخصيات

### ابطال لانس
- تاينس نصف جني ونصف انسان والقائد الفعلي لمجموعة اصدقائه محتار بين امرأتين الأولى من البشر كاتيارا والثانية من الجان لورانا.
- ستورم برايتبلايد مرافق لفرسان سولامنيا ورجل محترم كثيرا.
- جولدمون ابنة الطاهي لقبيلة كيو-شو حاملة العصاة ذات البلورة الزرقاء وأول مؤمنة بالخير من بعد الكارثة.
- ريفرويند الحارس والعاشقلجولدمون غير مرغوب به في قبيلته.
- كارامون ماجيري ضخم ذو عضلات احيانا يكون محارب بطيء التفكير لديه مودة كبيرة لأخيه رايستلن وعاشق للفتاة تيكا
- رايستلن ماجيري قوي ساخر متشائم، مسنٌ يرتدي عباءة حمراء، وهو أخ توأم لكارامون.
- فلينت فايرفورج قزم كبير في السن، اجش وصديق قديم لتاينس.
- تاسلهوف برفوت سعيد، محظوظ، لكن ليس بالبريء وكيندر لطيف.

### شخصيات أخرى مهمة
- لورانا كانان أميرة الجان وعاشقة لتاينس.
- جيلثاناس كانان امير الجان واخ للورانا لا يحب تاينس.
- فيزمان رجل عجوز مشوش.
- تيكا وايلان فتاة ذات شعر احمر، نادلة في حانة، تصبح محاربة وعاشقة لكارامون
- الستان قائد المهاجرين الذي يصبح أول مؤمن بالإله الطيب، بلاداين «قناص»
- التنين هايلورد فيرمينارد قائد لجيش التنانين الحمر وقسيس لآلهة الشر تاكيسس.

## اقتباسات

### قصص مصورة
اقتبست دار النشر ديفلز دوي الرواية على هيئة قصص مصورة وجمعت القصص ونشرت الاعداد في تاريخ مايو 2006, وقد حصلت على المرتبة 33 في أفضل مئة رواية مصورة مباعة مع كمية من الطلبات المسبقة التي يقدر عددها 2,634

### أفلام
المقالة الرئيسية: تنانين الرماح (دراجونلانس)تنانين من خريف الشفق.
اقتباس الفيلم للرواية في 15 يناير 2008, كان أول اعداد لحملة دراجون لانس، زنزانات وتنانين ينشر فوراً على فيديو. اقتباس السيناريو تم على يد جورج سترايتون مع مساعدة من المبدعين وايزوهيكمان وايضاً مع إخراج ويل ميوجنيوت وقد صممت رسومات الفيلم بتقنية ثنائية الابعاد وثلاثية الابعاد.ونشر من شركة برامونت بيكتشرز.
اهمية ل دراجون لانس (تنانين الرماح)
سيناريو سلسلة دراجون لانس (تنانين الرماح) الاصلي كان وارداً ومخططاً من قبل أي من أي من الاجزاء الثلاثة للرواية اوكتابة الألعاب. كانت رواية تنانين من خريف الشفق أول رواية من سلسلة دراجون لانس (تنانين الرماح). كانت قد بنيت على نحو إطار دراجونز اند دانجنز (تنانين وزنزانات) وقام بلعبها مؤلفوها مع بعض من اصدقائهم، الذين أصبح بعضهم من كتاب دراجونلانس كتبت الرواية بعد اكتمال أول تصميم للعبة دراجون لانس (تنانين ورماح) شعر هيكمان ووايز ان هذا قد كان مقيداً جداً وجعل الرواية تبدو استعراضية أكثر، فقاموا بعكس العمل للكنب القادمة وانهوا الرواية قبل ان تكتب النماذج المتعلقة بها.
هذا الكتاب يوضح كثيراً من أكثر الشخصات المهمة في الرواية، المجموعة معروفة بانها تتألف من ابطال الرماح (هيروز اوف ذا لانس) وفقا لرابطة «دراجونلاس» موقع المعجبين سجلات الثلاثية وضعت اساسا لباقي الروايات
مقابلة في شركة ويزاردز اوف ذا كوستنصت على ان هيكمان ووايز يشكلون فريقا رائعا لان هيكمان يجيد كتابة شخصيات ممتازة اما وايز فهو يجيد كتابة شخصيات سوداوية كدليل حبها لرايستلن. تنانين من خريف الشفق كانت الرواية الأولى التي نشرت لكل من هيكمان ووايز.

## الاستقبال
استعرض دايف لانج فورد رواية تنانين من خريف الشفق على مجلة وايت دوارف، مقترحا «انها مستوحاة من حملة أي دي اند دي (اد ود) مليئة بنزيف الدماء من تولكين» وانتقضت أيضا عن «المهام المميتة التي يمكن التنبؤ بها مع الشخصيات المتشابهة من (د ود) وايضا المواجهات المألوفة» وكررت بشكل أكثر من مرة انه «لم يستطعن انهائها».[13]
صرح جايسون هيلير من نادي «ا.ف» تصريحا ايجابياعن سجلات تنانين الرماح «دراجونلانس» ذكر بأن تنانين من خريف الشفق تقرأ على نطاق واسع مع ذلك فقد علق على الابتذال في السلسلة «في تنانين من خريف الشفق ان المغامرين يلتقون في حانة حتى لو كانت هذه الحانة مبنية في داخل شجرة عملاقة هو شيء قد جعل ذو الاثناعشر عاما الذي بداخلي يظن انه شيء رائع جدا والشخص ذو الاثنا والاربعون الذي في داخلي قد وافق، مع ان ايامي عندما كنت اشرب حتى الثمالة بشكل كبير في شجرة بدأت بالتهاوي».

## اقرأ أيضا
- تنانين من ليل الشتاء.
- تنانين من فجر الربيع.
- تنانين من لهب الصيف.